# Вулиця Олександра Кошиця
Ву́лиця Олекса́ндра Ко́шиця — вулиця в Дарницькому районі м. Києва, житловий масив Позняки. Пролягає від вулиці Ревуцького до вулиці Драгоманова.

## Історія
Вулиця виникла у 1980-х роках під назвою Нова. У 1989 —1990 роках мала назву вулиця Ганни Ахматової, вулиця Анни Ахматової (з 1990 року цю назву має інша вулиця Дарницького району). Сучасна назва на честь українського композитора О. А. Кошиця — з 1991 року.
25 лютого 2022 року, на початку російського вторгнення в Україну, багатоповерховий житловий будинок на вулиці О. Кошиця, 7 зазнав пожежі та часткового руйнування через влучання в нього уламків російської балістичної ракети (спочатку повідомлялося про уламки бойового дрона Збройних сил РФ). Влучання сталося на рівні першого-другого поверхів 1-ї (10-поверхової) секції та на рівні 8-9 поверхів 2-ї (16-поверхової) секції. Площа займання становила 100 кв. м. У результаті надзвичайної події було травмовано 8 осіб, евакуйовано 150 мешканців будинку.

## Галерея

Дарницька РДА
ДПІ Дарницького району
Дарницьке РУГУ МВС України у м.Києві
Дарницький районний суд м.Києва
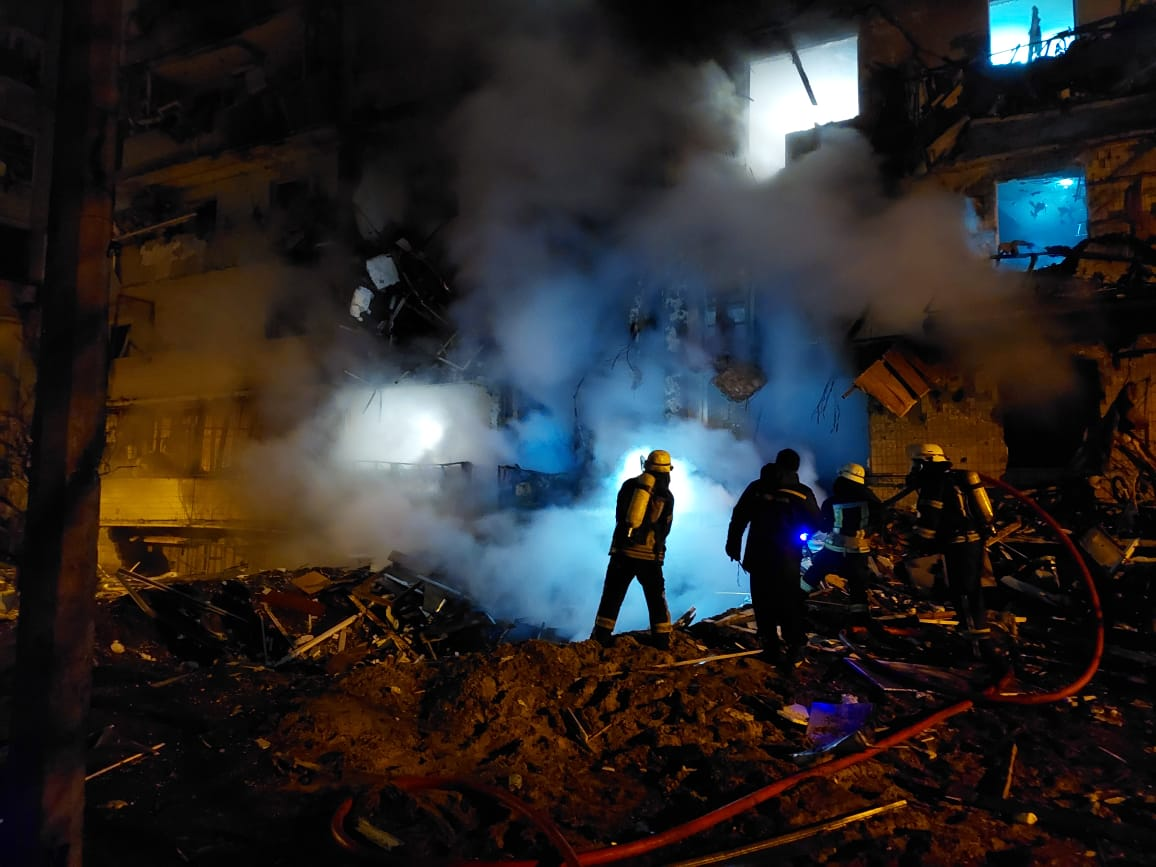
Будинок № 7, частково зруйнований у ході російського нападу 25 лютого 2022